# Monaeses mukundi
Monaeses mukundi là một loài nhện trong họ Thomisidae.
Loài này thuộc chi Monaeses. Monaeses mukundi được Benoy Krishna Tikader miêu tả năm 1980.